# الكسندر جونستون
الكسندر جونستون هو سياسي كندي، ولد في 24 أبريل 1867 في كندا، وتوفي في 30 نوفمبر 1951 في أوتاوا في كندا. حزبياً، نشط في الحزب الليبرالي الكندي والحزب الليبرالي في نوفا سكوشا ‏. وقد انتخب عضو مجلس العموم الكندي.